# シュヴァルツシルダ (小惑星)
シュヴァルツシルダ (837 Schwarzschilda) は小惑星帯に位置する小惑星である。ハイデルベルクのケーニッヒシュトゥール天文台でマックス・ヴォルフによって発見された。
ドイツの天文学者カール・シュヴァルツシルトにちなんで命名された。